# Jacob Wright
Jacob Wright, né le 21 septembre 2005 à Manchester, est un footballeur anglais qui évolue au poste de milieu de terrain à Norwich City.

## Biographie

### Carrière en club
Né à Manchester en Angleterre, Jacob Wright est formé par Manchester City, qu'il rejoint à l'âge de huit ans. Il y  commence sa carrière professionnelle avec les champions d'Angleterre 2023. Il joue son premier match avec l'équipe première du club le 7 janvier 2024, lors du match de FA Cup contre Huddersfield Town,,,.
Le 6 mars 2024, il joue son premier match de Ligue des champions, remplaçant Erling Haaland lors de la victoire en huitième de finale retour contre le FC Copenhague,,.

### Carrière en sélection
Jacob Wright est international avec l'équipe d'Angleterre des moins de 19 ans.

## Statistiques
| Saison                | Club                  | Championnat           | Championnat | Championnat | Championnat | Coupe nationale | Coupe nationale | Coupe nationale | Coupe de la Ligue | Coupe de la Ligue | Coupe de la Ligue | Supercoupe | Supercoupe | Supercoupe | Compétition(s) continentale(s) | Compétition(s) continentale(s) | Compétition(s) continentale(s) | Compétition(s) continentale(s) | Total | Total | Total |
| Saison                | Club                  | Division              | M.          | B.          | P.d.        | M.              | B.              | P.d.            | M.                | B.                | P.d.              | M.         | B.         | P.d.       | Comp.                          | M.                             | B.                             | P.d.                           | M.    | B.    | P.d.  |
| 2023-2024             | Manchester City       | Premier League        | 0           | 0           | 0           | 1               | 0               | 0               | -                 | -                 | -                 | -          | -          | -          | C1                             | 1                              | 0                              | 0                              | 2     | 0     | 0     |
| 2024-2025             | Manchester City       | Premier League        | 0           | 0           | 0           | -               | -               | -               | 2                 | 0                 | 0                 | -          | -          | -          | C1                             | 0                              | 0                              | 0                              | 2     | 0     | 0     |
| Total sur la carrière | Total sur la carrière | Total sur la carrière | 0           | 0           | 0           | 1               | 0               | 0               | 2                 | 0                 | 0                 | 0          | 0          | 0          | -                              | 1                              | 0                              | 0                              | 4     | 0     | 0     |